# Probabilisme
Probabilisme (latin. probare – sandsynliggøre) er et jesuitisk moralbegreb, der fordrer at der hvor vores samvittighed ikke kan bedømme, hvordan vi skal agere i forhold til et etisk dilemma må vi vende os til de største morallære, da man dermed har størst mulig sandsynlighed for at handle rigtigt.
| filosofi | Spire Denne filosofiartikel er en spire som bør udbygges. Du er velkommen til at hjælpe Wikipedia ved at udvide den. |